# Canent
Segons la mitologia romana, Canent va ser una nimfa del Laci que personificava el cant.
Va seduir el rei dels laurents, Picus, amb el qual es va casar, i tots dos s'estimaven molt. Però un dia en una cacera, la maga Circe va veure Picus i se'n va enamorar. El va transformar en senglar per allunyar-lo del seguici, amb la intenció de tornar-lo de seguida a la seva forma natural. Però Picus, separat de la seva esposa, es va desesperar, i quan Circe li va declarar el seu amor, ell la va rebutjar. Amb tota la seva còlera, Circe el va transformar en ocell, un pigot. Mentrestant, Canent, desesperada, el va cercar per arreu durant set dies i set nits, fins que arribà a la vora del Tíber i, allà cantà per darrer cop i es va dissoldre en l'aire.
Canent i Picus van ser pares de Faune.